# Hypaspistes
Hypaspistes is een geslacht van kevers uit de familie snoerhalskevers (Anthicidae). De wetenschappelijke naam van het geslacht werd in 1886 gepubliceerd door Charles Owen Waterhouse.

## Soorten
- H. armatus Waterhouse, 1886
- H. mateui Bonadona, 1959
- H. mirei Bonadona, 1984
- H. perrieri (Fairmaire, 1898)
- H. pubescens Pic, 1917